# 海底 (X-ファイルのエピソード)
「海底」（原題:Piper Maru）は『X-ファイル』のシーズン3第15話で、1996年2月9日にFOXが初めて放送した。なお、本エピソードは「ミソロジー」に属するエピソードであり、次の「アポクリファ」へと続く。
原題の「Piper Maru」はスカリー捜査官役のジリアン・アンダーソンの長女の名前とミドルネームからとられたものである。パイパー・マルはシーズン2の撮影期間中に生まれている。

## スタッフ
- 監督:ロブ・ボウマン
- 脚本:フランク・スポットニッツ、クリス・カーター

## キャスト

### レギュラー
- デイヴィッド・ドゥカヴニー - フォックス・モルダー特別捜査官
- ジリアン・アンダーソン - ダナ・スカリー特別捜査官
- ミッチ・ピレッジ - ウォルター・スキナーFBI副長官

### ゲスト
- ニコラス・リー - アレックス・クライチェック
- ロバート・クロージャー - クリストファー・ヨハンソン中佐
- アリ・ソロモン - ゴーシャー
- キンバリー・アンガー - ジョーン・ゴーシャー
- ジョー・ベイツ - ジェラルディン・カレンチャック
- モリス・パニッシュ - 銀髪の男
- レノ・ブリトス - ルイス・カーディナル
- スティーヴン・E・ミラー - ウェイン・モーガン
- ポール・バッテン - シージャー博士
- テガン・モス - 子供時代のスカリー

## ストーリー
フランス船籍のサルベージ船、パイパー・マル号は太平洋で作業を行っていた。潜水士のゴーシャーは海底で第二次世界大戦に使用された戦闘機の残骸を発見する。驚くべきことに、そのコックピット内には生存者がいた。彼の目は不気味なほどに黒い。ゴーシャーは何事もなかったかのように帰船するが、彼はすでにブラックオイルに感染していた。
ワシントンD.C.。スカリーはスキナーから姉のメリッサが殺害された事件に関する捜査が打ち切りになったと伝えられる。証拠が十分にそろっている状況下での捜査打ち切りに対して、スカリーはFBIに対する不信感を募らせていた。そんなスカリーに、モルダーはパイパー・マルの話をする。パイパーマル号がサンディエゴの港に着いたとき、乗組員は被爆していたのだという。2人がパイパー・マル号を捜査すると、ゴーシャーが着用していた潜水服に謎の黒い油が付着していたことが分かる。ゴーシャーが潜水時に撮影したビデオを見た瞬間、スカリーには海底の機体がノースアメリカン P-51 マスタングであると分かった。
帰宅したゴーシャーは何かを探していた。そこにゴーシャーの妻、ジョーンがやって来た。ブラックオイルはジョーンに感染して家の外に出てしまった。
スカリーは父の旧友であるクリストファー・ヨハンソン中佐の元を訪れ、例の機体についての情報を得ようとした。ヨハンソンは自身がその機体の回収任務に当たっていたことを認めた。任務中、正常な判断ができなくなった指揮官に反乱を起こして何とか生還することができたが、他の乗組員は重篤な火傷を負ってしまった。後の調査で、その火傷は重度の被爆に伴うものだということが判明した。その頃、モルダーはゴーシャーの自宅を訪れていた。家の中でゴーシャーは気絶していた。ゴーシャーには帰船後の記憶が一切なかったのである。しかし、モルダーはサルベージ船を手配した人間の情報を得ることには成功した。そのオフィスに向かったモルダーは秘書を名乗る女性、ジェラルディンに会う。ジェラルディンを怪しんだモルダーが張り込みを行っているとき、オフィスは武装した兵士たちに襲撃された。モルダーは逃げ出したジェラルディンの後を追っていった。
モルダーは香港でジェラルディンを捕まえた。観念したジェラルディンは自身が政府の機密情報を扱う売人であることを白状する。モルダーがジェラルディンのオフィスに着いたとき、そこにはアレックス・クライチェックの姿があった。クライチェックもまた情報屋として活動していたのである。またもやオフィスは襲撃され、クライチェックは窓から飛び降り、モルダーは間一髪脱走に成功した。ジェラルディンは射殺されてしまった。
襲撃者はオフィスの近くにいたジョーンを捕えようとしたが、その瞬間、謎の光が発生した。その光を浴びた者は大火傷を負っていた。
スキナーはレストランで、「メリッサ・スカリーの一件をこれ以上捜査するな」と脅迫される。それを無視したスキナーだったが、後日、ルイス・カーディナルに狙撃される。
モルダーは空港でクライチェックに遭遇し、彼に手錠をかけることに成功する。クライチェックは機密情報のテープ（MJファイル）はワシントンD.C.のあるロッカーの中にあり、もし自分を解放してくれるのならそれを譲りたいと申し出た。クライチェックは考えをまとめるためにトイレへ向かったが、そこに潜んでいたジョーンに気絶させられた。トイレから出てきたクライチェックの目は不自然なほどに黒かった。

## 製作
本エピソードはクリス・カーターがシリーズ放送開始時から抱いてきた2つの視覚イメージから生み出されたものである。その1つ目は海底に沈む第二次世界大戦期の戦闘機の残骸の中で生存している人間を潜水士が発見するというイメージである。2つ目は白黒フィルムで撮影された潜水艦内での回想シーンである。監督を務めたロブ・ボウマンはカーターとダイビングの経験について話し合い、「海中で災厄を見つけるというストーリーはいいアイデアだ。」と感じたという。さらに、カーターはMJファイル（シーズン2最終話「アナサジ」を参照）に再び焦点を当てたいとも思っていた。
フランク・スポットニッツは「731」の脚本を書き下げてすぐに、本エピソードの脚本の執筆にとりかかった。ミネアポリスからバンクーバーへと向かう飛行機の中で、脚本の大部分を書き上げたという。その際、アイデアを書き込んだのは原稿用紙にではなく、読み終えた雑誌の余白であった。メリッサ殺害事件とクライチェックの再登場はスポットニッツのアイデアである。
なお、ゴーシャーという名前は『X-ファイル』で特殊効果部門を総括するデヴィッド・ゴーシャーにちなんでつけられた。

### 撮影
本エピソードの冒頭部分は巨大水槽の中で撮影された。劇中に出てくるP-51は美術スタッフが作ったレプリカである。スカリーが子供の頃にメリッサと遊んだことをふと思い出すシーンの撮影で、ボウマンはアンダーソンに「目の前にある木を亡くなったお姉さんだと思って演じてくれ。」と言った。後に、ボウマンはこの時のアンダーソンの演技を「単なる木に向かって素晴らしい演技をしたアンダーソンの素晴らしさを多くの人々に伝えたいよ。」と評している。アンダーソンはこの時の経験を「「海底」での演技はなかなか難しかった。過去から引き出さなければならなかった感情があり、それと現在の感情を同時に表出させなければならなかった。ただ、そんな体験ができたのはいいことだった。」と述べている。
当初、最後のシーンはモルダーとクライチェックが画面外に向かって歩いていくシーンになる予定だったが、ボウマンはこれを物足りないと感じた。そこで、ボウマンは2人がカメラに向かって歩いてくるシーンで本エピソードを終えることに変更した。
ブラックオイルはCGによって表現されている。ブラックオイルに適した液体を調べるために、スタッフは何回も実験を行った。その結果、油とアセトンの混合物が採用されることになった。その混合物は床に垂らすと球状にまとまりやすい。それがブラックオイルを表現する上で好都合だったのである。
海底に沈んだ戦闘機の中にいた生存者を演じたのは、セットの建築作業員のロバート・マイヤーである。マイヤーは「スタントマンになりたいという長年の夢が叶った」と当時を振り返っている。

## 評価
1996年2月9日、FOXは本エピソードを初めてアメリカで放映し、1644万人の視聴者を獲得した。
本エピソードは批評家から好意的な評価を受けた。『エンターテインメント・ウィークリー』は本エピソードにA評価を下し、「強靭な精神を持ちつつも、感傷的になっているスカリーに焦点を当てたエピソードだ。」「シナリオ自体が魅力的だ。その魅力を高めているのがモルダーのアクション満載の捜査シーンだ。」と評している。『A.V.クラブ』のトッド・ヴァンデルワーフは本エピソードにA評価を下し、「「海底」で素晴らしかったのは、「ミソロジー」がその全貌解明につながるような断片を視聴者に提示していた時期のエピソードだったということだ。「海底」はブラックオイルの初登場回だが、スタッフの中にブラックオイルの正体を知っている人間がいるのは明らかだった。」と述べている。『クリティカル・ミス』のジョン・キーガンは本エピソードに10点満点で8点という評価を下し、「「海底」はブラックオイルの初登場回として良いものだった。それまでに展開された「ミソロジー」の諸要素と後々明かされていく政府とエイリアンの壮大な陰謀を架橋している。」と称賛している。『エンパイア』は本エピソードを「『X-ファイル』のエピソードトップ20」の第6位に選出し、「スリリングでバランスのとれた一本であり、疾走感もある。」と評している
製作総指揮を務めたキム・マナーズはアンダーソンの演技を高く評価しており、「シーズン1の頃からアンダーソンの演技を見てきたが、シーズン3の彼女は才能と演技力の面で女優として花開いたと思う。」と述べている。

## 余談
2004年に公開された映画『エイリアンVSプレデター』の中で、パイパー・マルという名前の砕氷船が出てくるが、これは本エピソードにちなんだものである。